# Conus queenslandis
Conus queenslandis is een slakkensoort uit de familie van de Conidae. De wetenschappelijke naam van de soort is voor het eerst geldig gepubliceerd in 1984 door da Motta.